# Mario Rabey
Mario Rabey (Buenos Aires, Argentina, 1949 - Buenos Aires, Argentina, 25 de enero de 2014) una de las figuras claves del movimiento contracultural en Argentina durante la década de 1960, junto con Miguel Grinberg, Jorge Pistocchi y Pipo Lernoud, entre otros. En los 70 se graduó de antropólogo, profesión en la cual desarrolló una intensa labor como investigador, profesor, y director de proyectos de desarrollo sustentable. Autor de más de sesenta publicaciones académicas. Hasta su fallecimiento desarrollaba su actividad en el Instituto de Políticas Públicas.
Alumno del antropólogo Rodolfo Merlino, colaboró durante años con el Arquitecto Rubén Pesci, uno de los pioneros latinoamericanos del desarrollo sustentable.

## Participación en la contracultura
Entre 1961 y 1966, Rabey estudió en el Colegio Nacional de Buenos Aires", donde desarrolló una activa militancia en diversos grupos políticos de izquierda, primero en el maoísmo, luego en el notable grupo Praxis inspirado por Silvio Frondizi. Junto con un grupo de integrantes de Praxis, en 1964 participó en la organización del grupo 3MH (Tercer Movimiento Histórico), que planteaba que el ciclo histórico del peronismo (segundo "Movimiento Histórico" de la Argentina, habiendo sido el primero el Yrigoyenismo) estaba concluyendo, por lo cual había que comenzar a preparar el Tercero. En 1966, participó de la efímera creación de la Juventud Peronista en su Colegio.
Al año siguiente, mientras iniciaba estudios de abogacía junto con su amigo y excompañero de Colegio Pedro Pujó, ambos se contactaron con los "náufragos", el nombre que se daban a sí mismos los que después fueron denominados hippies de Buenos Aires por los medios de comunicación masiva. Entre ellos, se destacaban por su actividad Pipo Lernoud, Miguel Abuelo y Tanguito.
En esa misma época, Pedro, junto con otros dos muchachos del Nacional Buenos Aires -Rafael López Sánchez y Javier Arroyuelo-, conocían a Jorge Álvarez, por entonces un importante editor independiente de libros. Pedro y Jorge, junto con Rafael y Javier, empezaban a imaginarse emprendimientos culturales innovadores.
Rabey abandona la Facultad de Derecho a los pocos meses de iniciar sus estudios, se inscribe por poco tiempo en Filosofía, carrera que abandona más rápidamente todavía. En esa época, entre el invierno y la primavera del 1967, junto con Pipo Lernoud y Hernán Pujó, organiza la ya mítica reunión del 21 de septiembre en plaza San Martín. En un reportaje publicado en 2010, el propio Pipo Lernoud aseguró que el evento "fue una idea del colorado Mario Rabey".
Mientras tanto, organiza un grupo de teatro guerrilla - que no debe ser confundido con el teatro de calle-, presentando varias performances de contenido muy crítico y formato de alto impacto en las calles del centro de Buenos Aires, en plena dictadura militar de Juan Carlos Onganía. Viaja por un par de meses a Brasil, y a su regreso se incorpora a la compañía teatral que, dirigida por Rubén de León, hace una puesta en escena fuertemente vanguardista de La Orestíada en el Instituto Di Tella.

### Mandioca la madre de los chicos
A mediados de 1968, se unió al grupo que, encabezado por Jorge Álvarez, empezaba a incursionar en las industrias culturales alternativas. En poco tiempo, el grupo establece una editora de pósteres, Mano Editora -en la cual Rabey ocupa la Gerencia de Ventas- y, enseguida, un sello editor de música alternativa, Mandioca la madre de los chicos, llamada así en homenaje a Dora Loyber, la madre del muy joven gerente.

## De la tecnología apropiada al desarrollo sustentable
En su obra, Rabey abordó el tema de la tecnología apropiada como una herramienta clave para el desarrollo sostenible.
En su libro "De la tecnología apropiada al desarrollo sustentable" (2005), Rabey define la tecnología apropiada como aquella que es "adecuada a las necesidades y recursos de un contexto específico". En este sentido, la tecnología apropiada se distingue de la tecnología convencional, que suele ser costosa, ineficiente y dañina para el medio ambiente.
Rabey argumenta que la tecnología apropiada es fundamental para el desarrollo sostenible porque:
Contribuye a la equidad: la tecnología apropiada puede ayudar a reducir la pobreza y la desigualdad al brindar a las comunidades acceso a bienes y servicios básicos.
Es sostenible: la tecnología apropiada es respetuosa con el medio ambiente y ayuda a reducir el impacto humano sobre los recursos naturales.
Es participativa: la tecnología apropiada se desarrolla y se implementa en colaboración con las comunidades locales, lo que garantiza que satisfaga sus necesidades y expectativas.
Rabey participó activamente en el desarrollo de la tecnología apropiada en América Latina. En colaboración con el arquitecto Rubén Pesci, fundó el Centro de Tecnología Apropiada (CTA), una organización que trabaja para promover el uso de tecnologías sostenibles en la región.
El trabajo de Mario Rabey ha contribuido a la difusión de la tecnología apropiada como una herramienta para el desarrollo sostenible. Su obra ha inspirado a investigadores, activistas y gobiernos a promover el uso de tecnologías que sean beneficiosas para las personas y el medio ambiente.
Algunos de los aportes específicos de Mario Rabey al desarrollo de la tecnología apropiada en América Latina incluyen:
El desarrollo de metodologías participativas para la investigación y el desarrollo de tecnologías apropiadas. Estas metodologías se basan en la participación de las comunidades locales para garantizar que las tecnologías respondan a sus necesidades y expectativas.
El fortalecimiento de las capacidades de las comunidades locales para el desarrollo de tecnologías apropiadas. Rabey y su equipo desarrollaron programas de capacitación para ayudar a las comunidades a adquirir las habilidades y conocimientos necesarios para desarrollar sus propias tecnologías.
La promoción de la tecnología apropiada como una herramienta para el desarrollo sostenible. Rabey escribió y dio conferencias sobre el tema de la tecnología apropiada, contribuyendo a su difusión en América Latina y el mundo.
El trabajo de Mario Rabey ha tenido un impacto significativo en el desarrollo de la tecnología apropiada en América Latina. Su obra ha contribuido a la creación de un campo de investigación y acción que busca promover el uso de tecnologías que sean beneficiosas para las personas y el medio ambiente.

## Publicaciones
```
Entre sus publicaciones más destacadas se encuentran:
```

La contracultura en Argentina: de los hippies a la militancia (1967-1976) (1994)
Antropología de la violencia: una mirada desde la Argentina (2003)
Desarrollo local sustentable: una propuesta para el siglo XXI (2005)
Cultura y política en América Latina (2008)
Antropología de la globalización (2011)
Además de estas obras, Rabey publicó numerosos artículos en revistas académicas y de divulgación. También fue coautor de varios libros, entre ellos:
La cultura de la pobreza: un mito persistente (1994), con José Luis Romero
La democracia en América Latina: desafíos y perspectivas (2005), con Eduardo Taddei
La globalización y sus contradicciones (2010), con Eduardo Taddei

## Premios
Rabey ha obtenido los siguientes premios:
Beca de Investigación, Fundación Antropológica Argentina, 1975
Senior Research Scholarship  Archivado el 8 de febrero de 2010 en Wayback Machine., Comisión Fulbright, USA, 1989. Premio por selección de antecedentes y proyectos de trabajo, otorgado a profesionales al menos cinco años después de haber obtenido un título de doctor, o con antecedentes y preparación equivalentes.
Investigador Categoría I, Secretaría de Políticas Universitarias Argentina, 1997. Es la categoría máxima otorgada por las Universidades Nacionales de Argentina para la actividad de sus docentes que realizan investigación.